# Li Yan (Mathematikhistoriker)
Li Yan (* 22. August 1892 in Fuzhou; † 14. Januar 1963 in Peking) war ein chinesischer Mathematikhistoriker.
Li Yan stammte aus einer gebildeten, aber armen Familie. Er studierte ab 1912 an der Eisenbahn- und Bergbauschule in Tangshan, musste dann aber nach einem Jahr abbrechen und arbeitete 42 Jahre als Ingenieur bei der Long Hai Eisenbahn. Schon um 1915 begann aber auch seine Beschäftigung mit chinesischer Mathematikgeschichte, über die er damals mit dem US-amerikanischen Mathematikhistoriker David Eugene Smith korrespondierte. 1957 bis 1963 war er erster Direktor des Instituts für Wissenschaftsgeschichte der Academia Sinica in Peking. Dort arbeiteten ab Mitte der 1950er Jahre auch die bedeutenden Mathematikhistoriker Qian Baocong und Yan Dunjie (1917–1988).
Li Yan gilt neben Qian Baocong als Pionier der Historiographie chinesischer Mathematik im 20. Jahrhundert.  Insbesondere war er für seine Ausgaben chinesischer klassischer Mathematiktexte bekannt. Er veröffentlichte 20 Bücher und rund 100 Abhandlungen.
Seine Aufsätze veröffentlichte er in vier Sammelbänden (Zhonshuansi luncong) 1933, 1935 und 1947 (eine fünfbändige Neuauflage erschien in den 1950er Jahren).
1937 erschien seine Geschichte der chinesischen Mathematik (1940 ins Japanische übersetzt) und weitere zusammenfassende Darstellungen veröffentlichte er 1958 (Ein Überblick über die Geschichte der chinesischen Mathematik, zwei Bände) und eine weitere 1963 mit Du Shiran, die auch ins Englische übersetzt wurde.
Seine umfangreiche Sammlung chinesischer mathematischer Texte stiftete er dem Institut für Wissenschaftsgeschichte der Academia Sinica in Peking.

## Schriften
- mit Du Shiran: Chinese mathematics: a concise history, Clarendon Press, Oxford 1987